# Escut de Terrassa
L'escut oficial de Terrassa té el següent blasonament:
Escut caironat partit: 1r de gules, un castell d'argent tancat de sable; 2n d'or, 4 pals de gules. Per timbre, una corona mural de ciutat.

## Història
Va ser aprovat el 27 de juliol de 1988 i publicat al DOGC el 10 d'agost del mateix any amb el número 1029.
El castell de Terrassa (segle ix), del qual avui només en queda l'anomenada Torre del Palau, es trobava prop de la frontera amb els territoris musulmans i fou el centre d'una vila agrícola i comercial que hi va créixer al voltant. El 1110, el comte Ramon Berenguer III va facilitar la construcció d'una altra fortalesa a la vila, que el 1344 va passar a ser la cartoixa de Vallparadís. Les muralles es van fer per privilegi de Pere III el 1366, i la vila les va sobrepassar ja a partir de 1560. A partir del segle xix hi va tenir lloc la revolució industrial i Terrassa, ja amb el títol de ciutat, va esdevenir un dels principals centres tèxtils del país.
El castell local és el senyal tradicional dels escuts i segells de la ciutat des de temps medievals; l'escut d'armes també mostra el senyal reial dels quatre pals, en record de la jurisdicció dels comtes reis sobre la vila.
Antigament era costum representar l'escut truncat i amb els quatre pals en primer lloc, com es pot observar a la il·lustració de la dreta.
A diferència de l'escut, la bandera de Terrassa no ha estat oficialitzada fins al 2019.

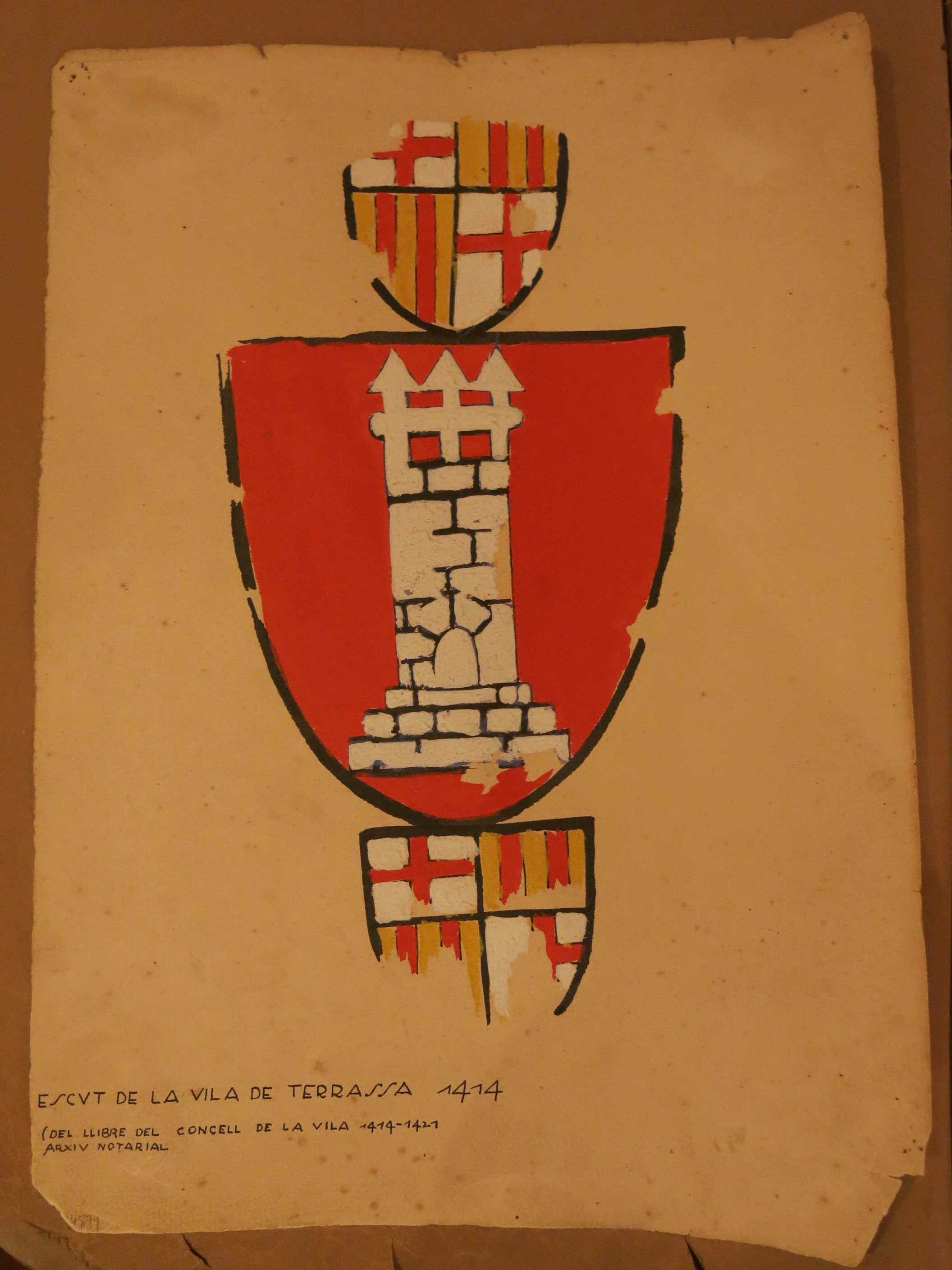
L'escut utilitzat el 1414, dibuix de Mateu Avellaneda, casa Alegre de Sagrera
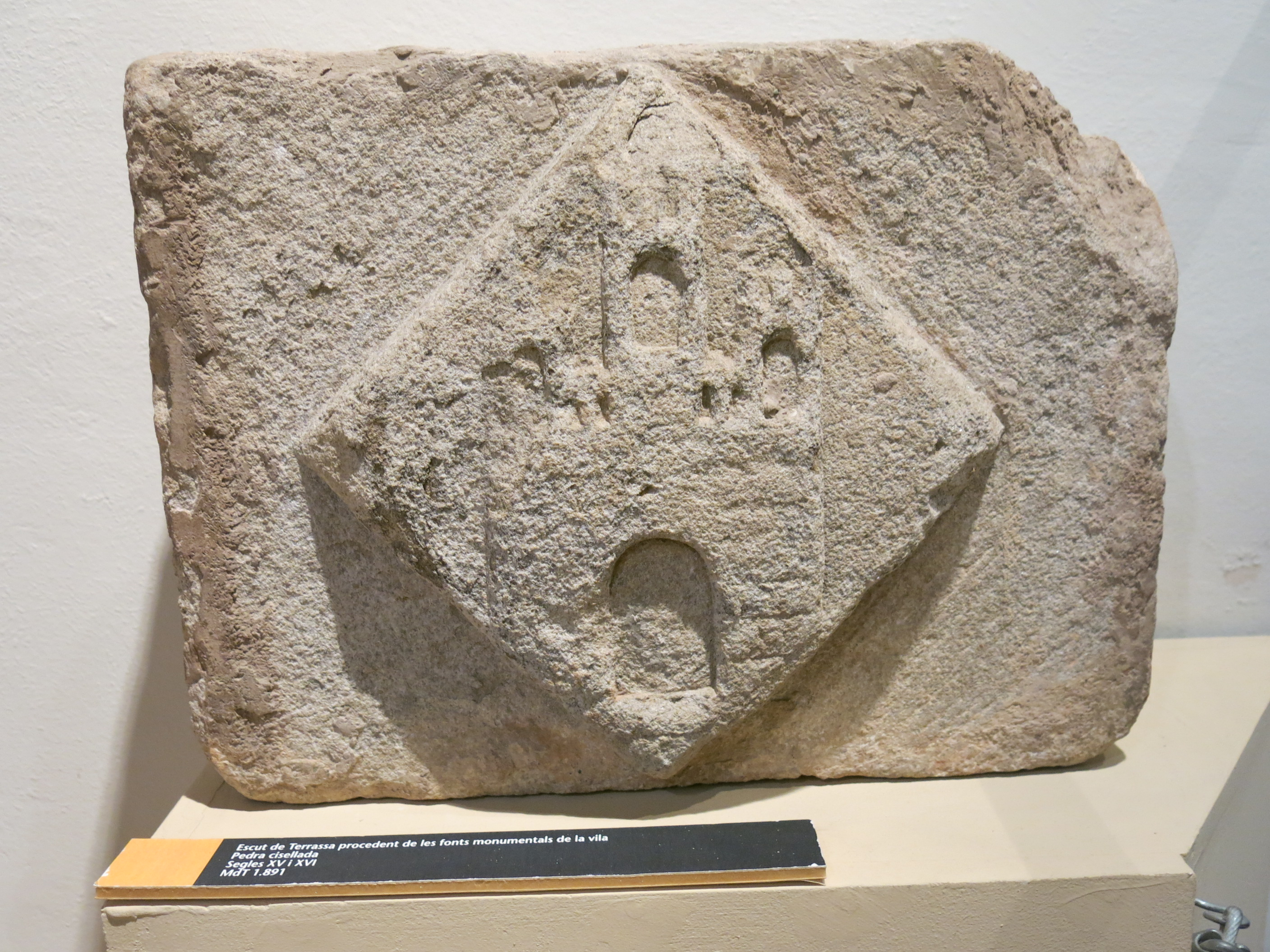
Escut utilitzat als segles XV-XVI (Museu de Terrassa)
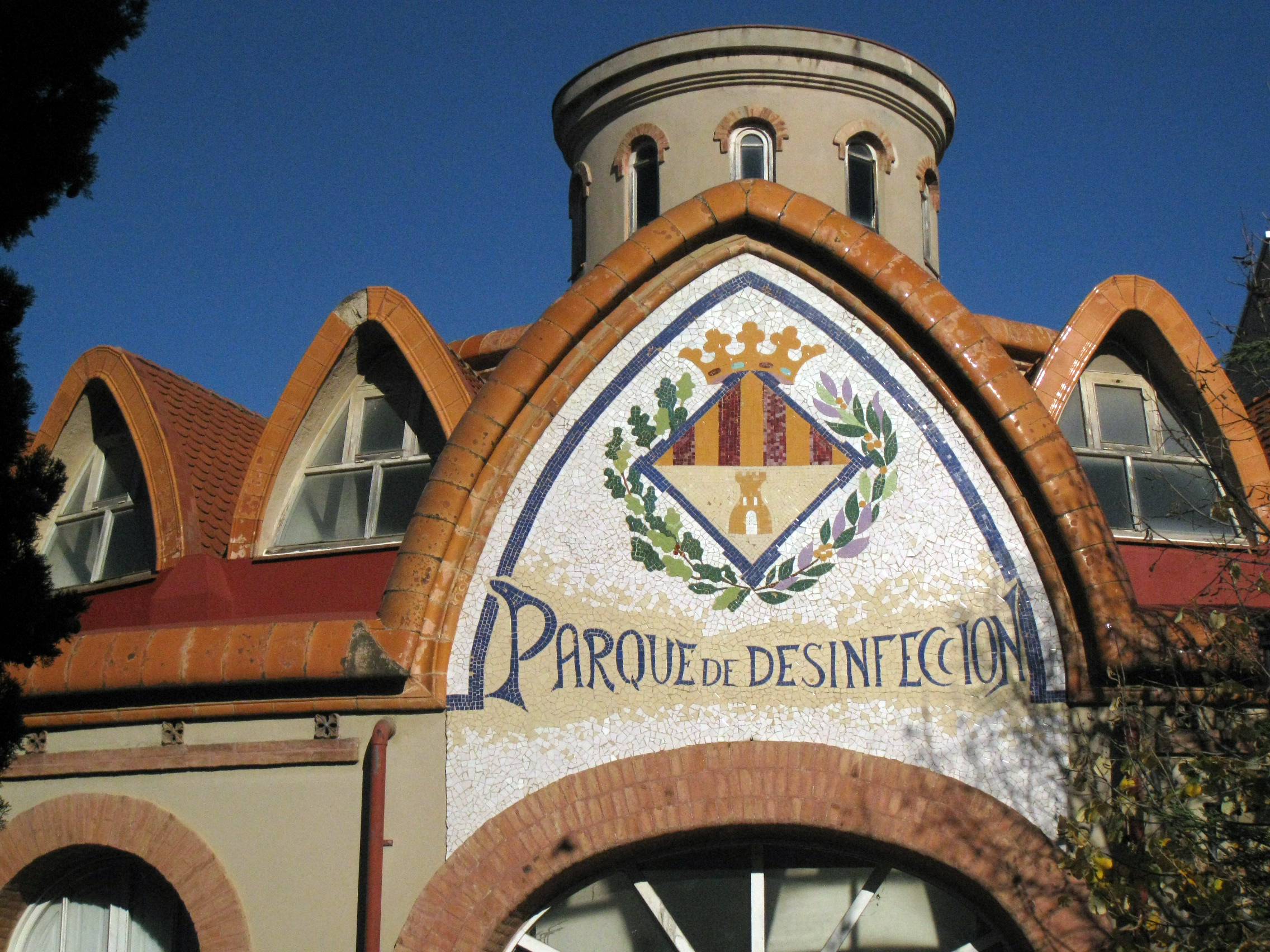
L'escut antic, al Parc de Desinfecció
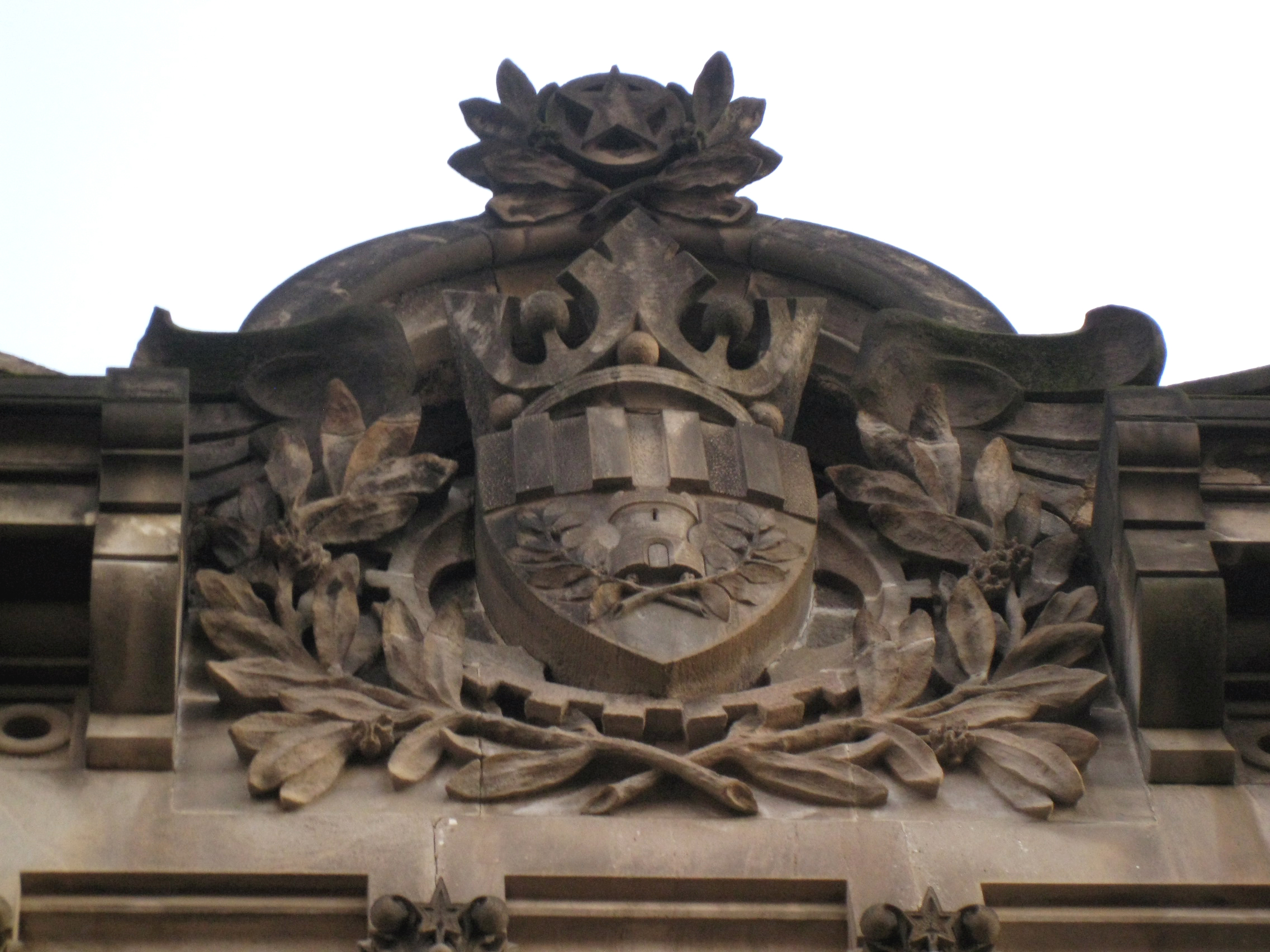
L'escut antic, a la façana del Banc de Terrassa
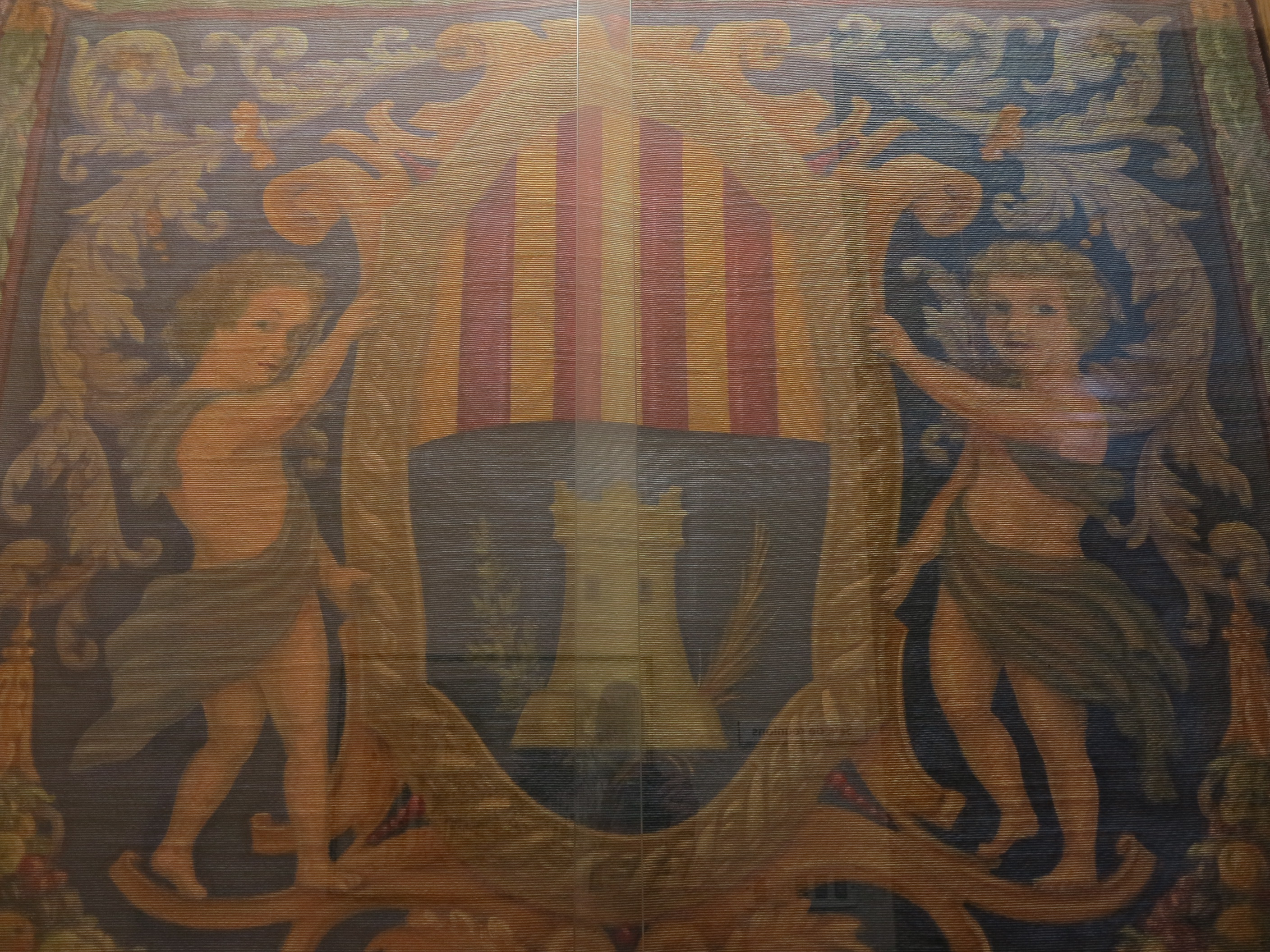
Tapís amb l'escut antic, a la seu de la CECOT
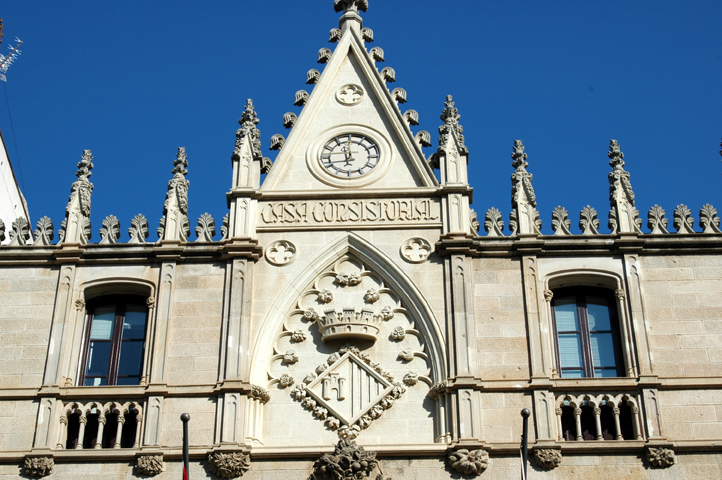
L'escut actual, a la façana de l'Ajuntament
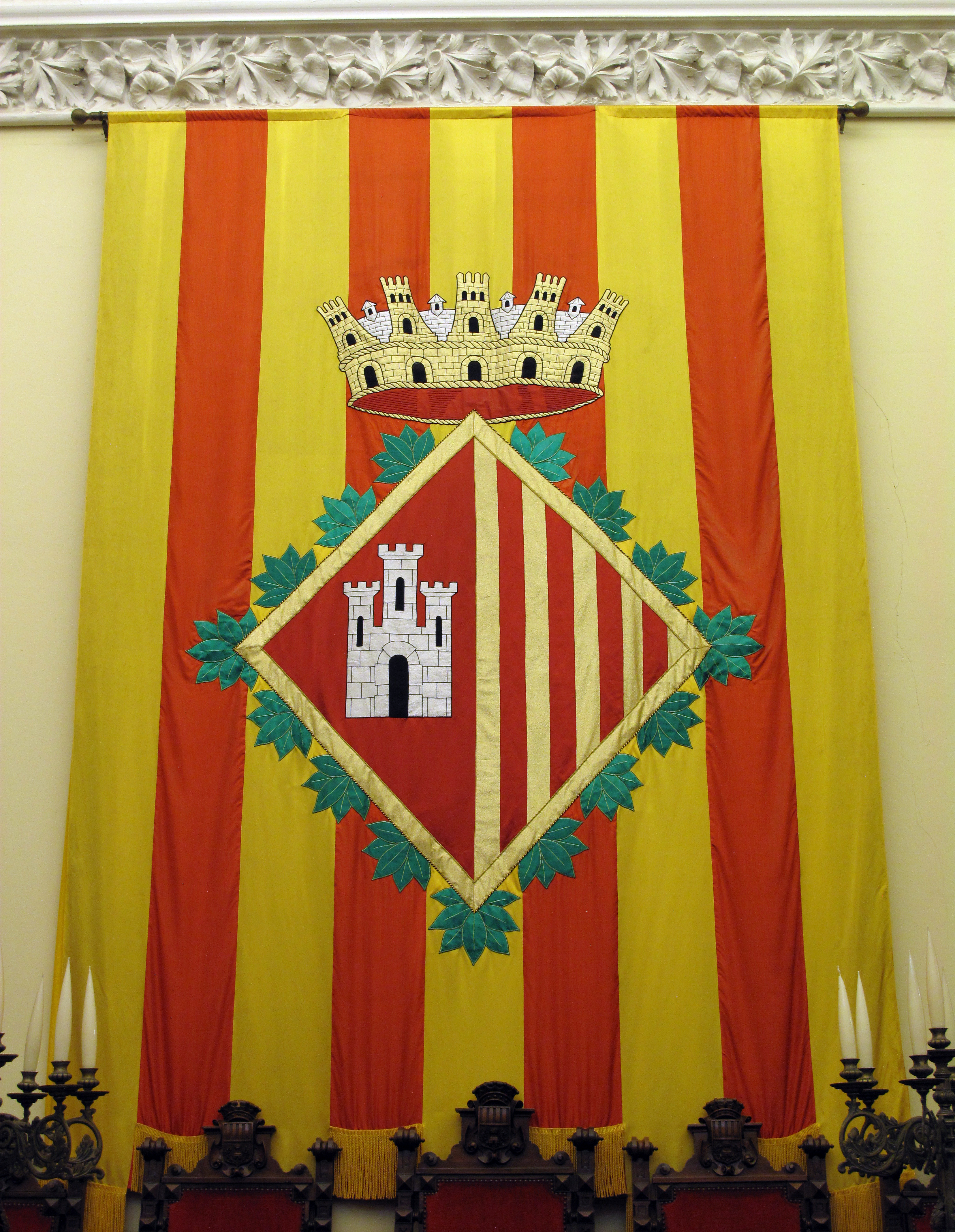
L'escut a la sala de plens de l'Ajuntament